# Joc del duro

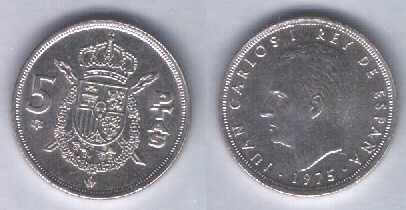
Un duro de 1975, moneda que va donar nom al joc.

El duro o saltagots és un popular joc que consisteix a introduir un duro (o moneda) en un dels quatre gots que es troben sobre una taula disposats en forma de quadrat. Perquè el llançament sigui vàlid el duro ha d'efectuar un bot a la taula abans d'entrar en un dels gots (o entre els quatre). El tipus de got que normalment s'utilitza són els gots de tallat de vidre. Habitualment s'utilitza el joc del duro en els bars per incitar al consum d'alcohol.

## Normes
Hi ha moltes variants d'aquest joc i les normes varien fins i tot d'un poble a l'altre. No obstant això, és usual que un mateix grup de persones utilitzi diferents normes segons el dia o el moment per trencar la monotonia.

### Normes bàsiques
Cada un dels jugadors realitza un tir al seu torn. Quan s'efectua un tir ens podem trobar en diverses situacions:
- La moneda entra en un dels quatre gots: el jugador de la dreta del que ha tirat ha de beure mig got. Es passa el torn al següent jugador.
- La moneda entra a l'espai entre els quatre gots: el jugador de la dreta del que ha tirat ha de beure un got sencer i es canvia el sentit del torn (si era horari passa a antihorari, essent el torn del jugador que acaba de beure).
- La moneda no entra en cap got ni al mig: ningú no beu res i es passa el torn al següent jugador.

NOTA: mentre el sentit dels torns sigui antihorari, el jugador que beu és el de la dreta; i quan el sentit dels torns és horari, el jugador que beu és el de l'esquerra.

### Variants
Una de les variants d'aquest joc permet que el jugador triï qui beu quan la moneda entra en un dels gots.
En aquest cas, les normes més habituals són les següents:
- La moneda entra en un dels quatre gots: es diu que el jugador porta "1 got" i segueix tirant. Si al següent tir torna a entrar la moneda, portarà "2 gots" i així successivament.
- La moneda entra a l'espai entre els quatre gots: Si la part de la moneda que es veu és cara, el jugador s'anota tants gots com jugadors; i si es creu s'anota tants gots com la meitat dels jugadors que hi ha. A més a més, el jugador pot continuar tirant i acumulant més "gots".
- La moneda no entra en cap got ni al mig: com que el jugador ha fallat pot repartir els gots que tingui acumulats entre tots els jugadors de la manera que més li agradi (incloent-se ell mateix). Passa el torn al següent jugador.

Hi ha encara una altra variant coneguda del joc del duro, sovint utilitzada quan es vol beure molt. En aquesta variant les normes són les que segueixen:
- Seguint un ordre establert (sentit horari o antihorari) els jugadors tiren la moneda una sola vegada. El primer jugador que falla (no entra la moneda en cap got ni al mig) beu tants "gots" com jugadors han entrat la moneda successivament abans del seu torn. Evidentment, cada cop que un jugador falla i beu, el nombre de "gots" acumulats torna a ser zero.
- Si un jugador entra la moneda entre els quatre gots, conta per dos: és a dir, se sumen "2 gots" al compte de gots acumulats que hi hagi en aquell moment.

NOTA: en les normes es parla de "gots" però segons la mida dels recipients i les ganes de beure dels jugadors poden ser glops, mitjos gots, quarts de got, etc.

### Normes addicionals
Segons el dia i les ganes de jugar dels participants es pot afegir alguna o algunes normes més per animar el joc. Alguns exemples són:
- Si un jugador fa caure la moneda a terra, haurà de beure.
- Si un jugador arrossega la moneda per sobre la taula amb el dit haurà de beure.